# Сутра, када је почео рат
Сутра, када је почео рат (енгл. Tomorrow, When the War Began) је аустралијски филм из 2010. редитеља и сценаристе Стјуарта Бејтија.
Филм описује осморо средњошколаца који одлазе на кратак излет у долину звану „Пакао“, за то време у њиховом граду одвија се рат.

## Радња
Осморо средњошколаца одлази на кратак излет у забачену долину звану „Пакао“, савршено скривено место које можете пронаћи само ако тачно знате пут. По повратку у град, очекује их шок - све је напуштено! Нешто стравично се догодило за време док су били у „Паклу“. Брзо спознају да се њихова земља налази у рату, и не знају шта да раде. Да ли да се врате у „Пакао“ и остану да се скривају тамо, где их окупатори вероватно никад неће пронаћи? Или да чекају да их спасе њихова војска? Или да се одваже и покушају да спасу своје породице? Времена за размишљање је мало - морају направити свој следећи потез пре него што буде касно.

## Улоге
| Глумац          | Улога         |
| --------------- | ------------- |
| Кејтлин Стејси  | Ели Линтон    |
| Рејчел Херд-Вуд | Кори Макензи  |
| Линкон Луис     | Кевин Холмс   |
| Денис Акдениз   | Хомер Јанос   |
| Крис Панг       | Ли Такам      |
| Ешли Камингс    | Робин Матерс  |
| Фиби Тонкин     | Фиона Максвел |